# Tamalous
Tamalous (în arabă تمالوس) este o comună din provincia Skikda, Algeria.
Populația comunei este de 51.262 de locuitori (2008).